# Margarita Rosa de Francisco
Margarita Rosa de Francisco (Cali, Kolumbia 1965. augusztus 8. –) kolumbiai színésznő.

## Élete és pályafutása
1965. augusztus 8-án született Caliban. Édesapja Gerardo de Francisco Cucolón színész, édesanyja Mercedes Baquero Román divattervező.
1983-ban New York-ba költözött, ahol angolul tanult.
1985-ben megnyerte a kolumbiai szépségkirálynő-választást és indult a Miss World-versenyen, ahol nem jutott a döntőbe.
1986-ban szerepet kapott a Gallito Ramírezben Carlos Vives mellett, akihez két évvel később feleségül ment. A Gallito Ramírezben nyújtott alakításáért elnyerte a Simón Bolívar-díjat, mint az év felfedezettje.

## Filmográfia

### Film
| Év   | Eredeti cím               | Cím                             | Szerep                      |
| ---- | ------------------------- | ------------------------------- | --------------------------- |
| 1996 | Ilona llega con la lluvia | Ilona az esővel érkezik         | Ilona Grabowska             |
| 2002 | Fidel                     |                                 | Naty Revuelta               |
| 2008 | Paraíso Travel            |                                 | Raquel                      |
| 2009 | Del amor y otros demonios | A szerelemről és más démonokról | Bernarda Cabrera 'Marquesa' |
| 2009 | L'homme de chevet         | Cartagena                       | Lucía                       |

### Televízió
| Év        | Eredeti cím                         | Cím                 | Szerep                                    |
| --------- | ----------------------------------- | ------------------- | ----------------------------------------- |
| 1981      | Tacones                             |                     |                                           |
| 1986      | Gallito Ramírez                     |                     | Mencha Lavalle                            |
| 1988      | Los pecados de Inés de Hinojosa     |                     | Juanita de Hinojosa                       |
| 1990      | Calamar                             |                     | Claramanta                                |
| 1993      | Puerta grande                       |                     | Paloma                                    |
| 1993      | Brigada central 2: La guerra blanca |                     | Marina Valdés                             |
| 1994      | Café con aroma de mujer             |                     | Teresa Suárez 'Gaviota'/Carolina Olivares |
| 1997      | Hombres                             |                     | Antonia Miranda                           |
| 1998      | La madre                            |                     | María Luisa Caicedo de Suárez Bernal      |
| 2000      | La Caponera                         |                     | Bernarda Cutiño 'La Caponera'             |
| 2006      | Adiós                               |                     | Ana Elisa                                 |
| 2007      | Mientras haya vida                  | Amíg tart az élet   | María de Montero                          |
| 2008      | Capadocia                           | Capadocia (1. évad) | Mercedes Mejía                            |
| 2009-2011 | Cadabra                             |                     | Ana                                       |
| 2010      | Capadocia                           | Capadocia (2. évad) | Mercedes Mejía                            |
| 2011      | Correo de inocentes                 |                     | Pilar Carrasco                            |

## Fordítás
- Ez a szócikk részben vagy egészben  a   Margarita Rosa de Francisco című spanyol Wikipédia-szócikk fordításán alapul.  Az eredeti cikk szerkesztőit annak laptörténete sorolja fel. Ez a jelzés csupán a megfogalmazás eredetét és a szerzői jogokat jelzi, nem szolgál a cikkben szereplő információk forrásmegjelöléseként.